# Murg (Baden-Württemberg)
Murg è un comune tedesco di 6 993 abitanti,, situato nel land del Baden-Württemberg.